# 체니시오역
체니시오역 (Cenisio)은 밀라노 지하철 5호선의 역이다.

## 역사
체니시오 역 공사는 지난 2011년 7월, 5호선의 두번째 구간인 가리발디 FS 역-산 시로 스타디오 역 구간 공사에 포함되어 시작되었다. 다만 공사가 늦어져 두번째 구간이 개통된 지 두달 후인 2015년 6월 20일에 문을 열었다. 그동안에는 무정차 통과했다. 하지만 예정됐던 날짜보다는 다섯 달 더 빨리 개업했다.

## 역 구조
체니시오 역은 1면 2선 구조로 되어 있으며 휠체어로 접근이 가능하고, 승강장에 스크린도어가 설치되어 있다. 또한 밀라노 지하철의 도심 구간 내에 있는 역이기도 하다.
출입구는 체니시오 로와 메시나 로에 있다.

## 환승
체니시오 역에서 ATM사가 운영하는 교통노선으로 환승할 수 있으며 다음과 같다.
- 트램 정거장 (Cenisio M5, 12번, 14번)

## 시설
- 장애인 접근시설
- 엘리베이터
- 에스컬레이터
- 역내 감시카메라